# Takatsukasa Fusahira
Takatsukasa Fusahira (鷹司房平, [[[1408]] - 1472] Erro: {{japonês}}: texto da transliteração contém caractere não latino (pos 19) (ajuda)) foi um nobre do período Muromachi da história do Japão.

## Vida
Fusahira foi o filho mais velho de Takatsukasa Fuyuie. Foi líder do ramo Takatsukasa do clã Fujiwara.
Em 1428 se tornou Chūnagon e foi nomeado vice-governador da província de Harima (Harima Gonmori). Em 1429 foi promovido a Dainagon.
Em  1435 se tornou Naidaijin . Foi nomeado Udaijin entre 1435 e 1438. Atuou como Sadaijin de 1446 até 1455.
Em 1454 foi nomeado Kanpaku do Imperador Go-Hanazono. Neste ano também foi nomeado líder do clã Fujiwara.
Após sua morte seu filho Masahira se tornou líder do clã.
| Precedido por Takatsukasa Fuyuie  | -- 9º Líder dos Takatsukasa Fujiwara (1425 - 1472) | Sucedido por Takatsukasa Masahira |
| Precedido por Ichijō Kaneyoshi    | Kanpaku (1454 - 1455)                              | Sucedido por Nijō Mochimichi      |
| Precedido por Konoe Fusatsugu     | 114º Sadaijin (1446 - 1455)                        | Sucedido por Toin Sanehiro        |
| Precedido por Konoe Fusatsugu     | 157º Udaijin (1438 - 1446)                         | Sucedido por Nijō Mochimichi      |
| Precedido por Ōinomikado Nobumune | 151º Naidaijin (1435 - 1438)                       | Sucedido por Saionji Kinna        |